# خشکی‌سنجاب‌ها
خشکی‌سنجاب‌ها (نام علمی: Xerini) نام یک تبار از زیرخانواده خشکی‌سنجابیان است.

## گونه ها
- سرده سنجاب زمینی بربری
  - سنجاب زمینی بربری, Atlantoxerus getulus
- سرده سنجاب زمینی آفریقایی
  - زیرسرده سنجاب زمینی راه‌راه
    - سنجاب زمینی راه‌راه, Xerus erythropus

  - زیرسرده سنجاب‌های زمینی آفریقای جنوبی
    - سنجاب زمینی دماغه, Xerus inauris
    - سنجاب زمینی کوهی, Xerus princeps

  - زیرسرده سنجاب زمینی بی‌نواره
    - سنجاب زمینی بی‌نواره, Xerus rutilus
- سرده سنجاب زمینی پنجه‌دراز
  - سنجاب زمینی پنجه‌دراز, Spermophilopsis leptodactylus